# Brígida Baltar
 (juin 2011).
Si vous disposez d'ouvrages ou d'articles de référence ou si vous connaissez des sites web de qualité traitant du thème abordé ici, merci de compléter l'article en donnant les références utiles à sa vérifiabilité et en les liant à la section « Notes et références ».
Brígida Baltar (née à Rio de Janeiro en 1959 et morte le 8 octobre 2022) est une photographe et artiste multimédia brésilienne.

## Biographie
À la fin des années 1980, Brígida Baltar étudie à l'Escola de Artes Visuais do Parque Lage et participe aux projets du Grupo Visorama de Rio de Janeiro.
Dans son œuvre, elle représente à travers des photographies, dessins ou court-métrage, son expérience comme artiste et un univers associé à la féminité et à la privacité et nature domestique.

## Œuvres
- Abrigo, 1997
- Estructura, 1997
- Coleta da Neblina 1994-2004, avec des éléments naturels et éphémères comme la rosée et le brouillard de la Serra das Araras ou la Serra dos Órgãos, à Rio de Janeiro.
- Casa da Abelha 2002, 25ª Bienal Internacional de São Paulo, ARCO….
- Coleta da Neblina, 2003, Museum of Contemporary Art - MOCA.